# وسپا

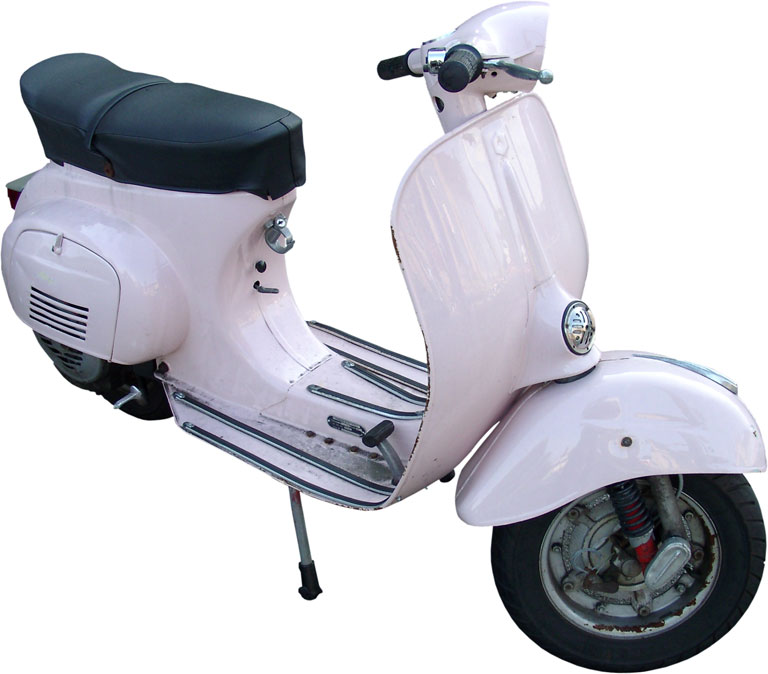
وسپا پریماورا

وسپا (به ایتالیایی: Vespa) به معنی زنبور بی‌عسل، شرکت موتورسیکلت سازی ایتالیایی است، که در سال ۱۹۴۶ راه‌اندازی شد. بخش اصلی تولیدات این شرکت را اسکوترها تشکیل می‌دهند.
دفتر مرکزی و کارخانه اصلی این شرکت در شهر فلورانس، ایتالیا قرار دارد.

## تاریخچه
کارخانه PIAGIO «پیاجیو» در شهر معروف جنوا ایتالیا در سال ۱۸۸۴ توسط رینالدو پیاجیو که در آن زمان ۲۰ سال سن داشت تأسیس شد. اولین فعالیت کارخانه رینالدو تهیه قطعات و تعمیر کشتی‌های تفریحی مجلل بود. اما تا زمان ورود به سال ۱۹۰۰، پیاجیو به تولید واگن‌های ریلی، خودروهای حمل بار، اتوبوس‌های مسافری لوکس و پیشرانه‌های این نوع اتوبوس‌ها، بدنه کامیون‌های خاص و تراموا نیز اقدام می‌کرد. جنگ جهانی اول تنوع جدیدی را در مناسبات صنعتی آن زمان رقم زد که رفته رفته فعالیت‌های پیاجیو را برای چند دهه متمایز می‌نمود.
این شرکت پس از چندی اقدام به تولید هواپیماهای معمولی و دریایی نمود. در همان زمان کارخانه‌های جدیدی یکی پس از دیگری در ایتالیا تأسیس می‌شدند. در سال ۱۹۱۷ پیاجیو یک کارخانه جدید در شهر پیزا خرید، و چهار سال بعد یک کارخانه کوچک را در پونتدرا به مالکیت خود درآورد که در ابتدا به مرکز تولید قطعات و ملزومات هواپیمایی (مانند پروانه، پیشرانه و بدنه کامل هواپیما) تبدیل شد و بعد از جنگ جهانی دوم تولد برند خوش آتیهٔ Vespa را به جهان معرفی کرد.
در ۲۳ آوریل ۱۹۴۶، پیاجیو در اداره مرکزی مالکیت فکری، یک گواهی حق اختراع به نام خود ثبت نمود. در مدت کوتاهی پس از این ثبت رسمی، نام وسپا برای عموم مطرح شد و واکنش‌های گوناگونی را برانگیخت. اما با وجود این واکنش‌های متفاوت، انریکو پیاجیو بدون معطلی تولید انبوه اولین سری از وسپاهای ۹۸ سی سی را آغاز کرد. این وسیله نقلیه جدید اولین حضور در میان مشتاقان خود را در مکان زیبای گلف کلاب در رم و در حضور ژنرال استون به نمایندگی از ارتش متحد آمریکا جشن گرفت. مردم ایتالیا وسپا را برای اولین بار در ۲۴ مارس ۱۹۶۴ در صفحات مجله Motor و در ۱۵ آوریل ۱۹۶۴ بر روی جلد سیاه و سفید مجله La Moto مشاهده کردند.
وسپا شیوه‌های طراحی که تا آن زمان معمول بود را پشت سر گذاشت و آغازگر مفهومی جدید با نام Scooter یا همان موتورهای جمع و جور سفرهای شهری با طراحی خاص بدنه و چرخ‌های کوچک بود که پس از عرضه اولیه خود به میزان فروش ۱۷ میلیون موتور در پنج قاره دست یافت. طراحی و شاخصه‌های فنی این موتور، در طی چندین سال به تدریج سیر تکاملی خود را طی نمود و در طول این مدت همواره به روح اصیل وسپا به عنوان وسیله نقلیه ای که ویژگی سادگی استفاده را به همراه دارد و در دسترس همگان قرار دارد وفادار بوده‌است.